# Port de la Corunya

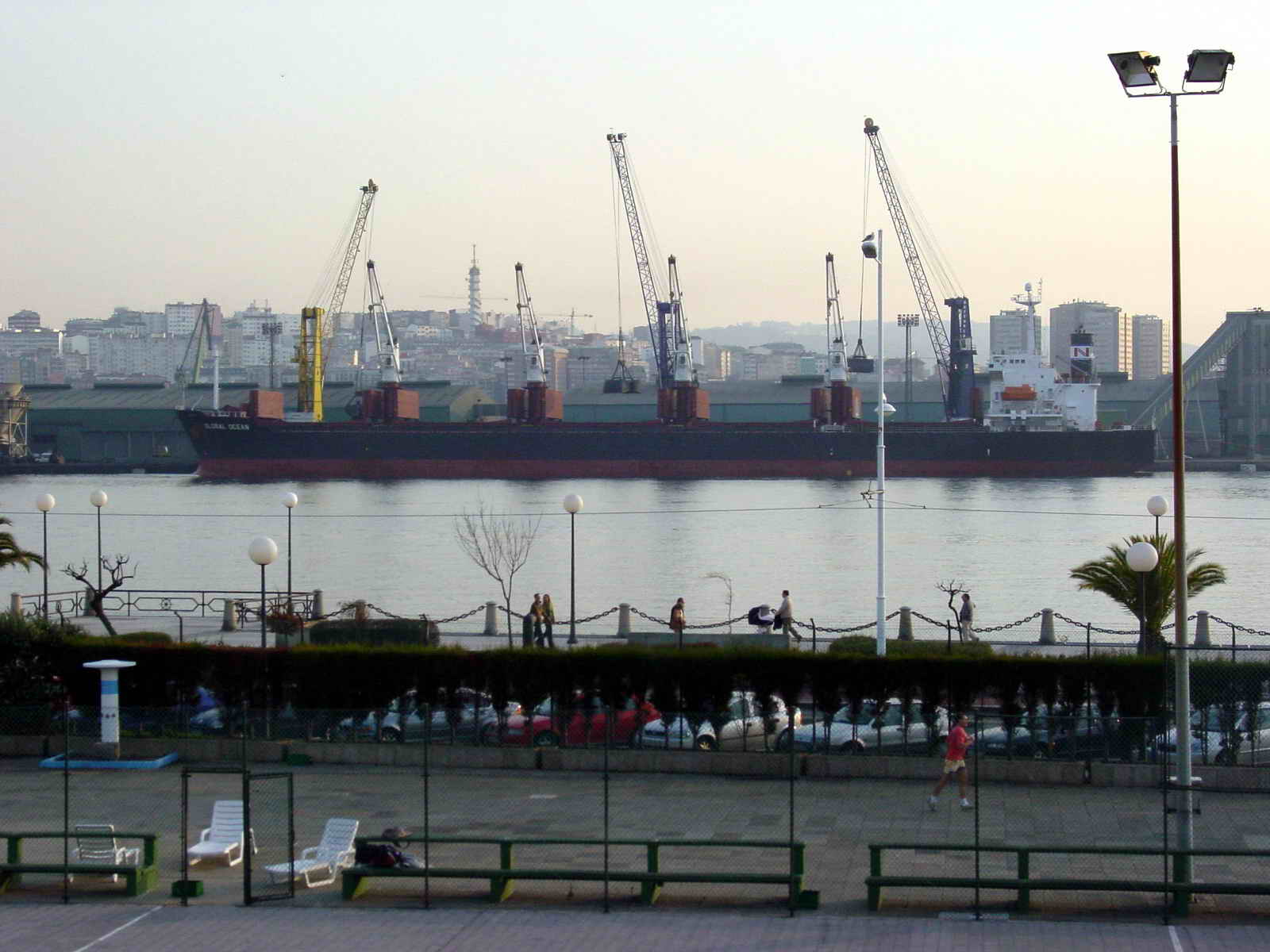
Al fons, el moll del Centenari, el més important de tots.

El port de la Corunya és un port gallec situat darrere el dic d'abric de la ciutat de la Corunya, banyada per l'oceà Atlàntic. És un dels motors econòmics de la ciutat, amb sis quilòmetres de molls i prop d'un milió de metres quadrats de superfície marítima i terrestre. Es troba integrat a la província marítima de la Corunya.
El port disposa d'un sector per a desembarcar granels sòlids i contenidors. L'any 2007 es van moure 13.842.964 tones de mercaderies al port, i és el més important de mercaderies de Galícia i un dels més importants del nord de la península Ibèrica.
L'any 2004 van començar les obres de construcció del port exterior de la Corunya, situat a la punta Langosteira, al municipi veí d'Arteixo, per eliminar la majoria del trànsit portuari del nucli urbà. El nou port tindrà un dic de 3.250 metres de llargària, 264 hectàrees d'aigües interiors, 91 hectàrees de terreny edificable i un contradic de 600 metres. A més, estarà connectat amb l'autovia A-6 i amb el ferrocarril.

## Galeria d'imatges

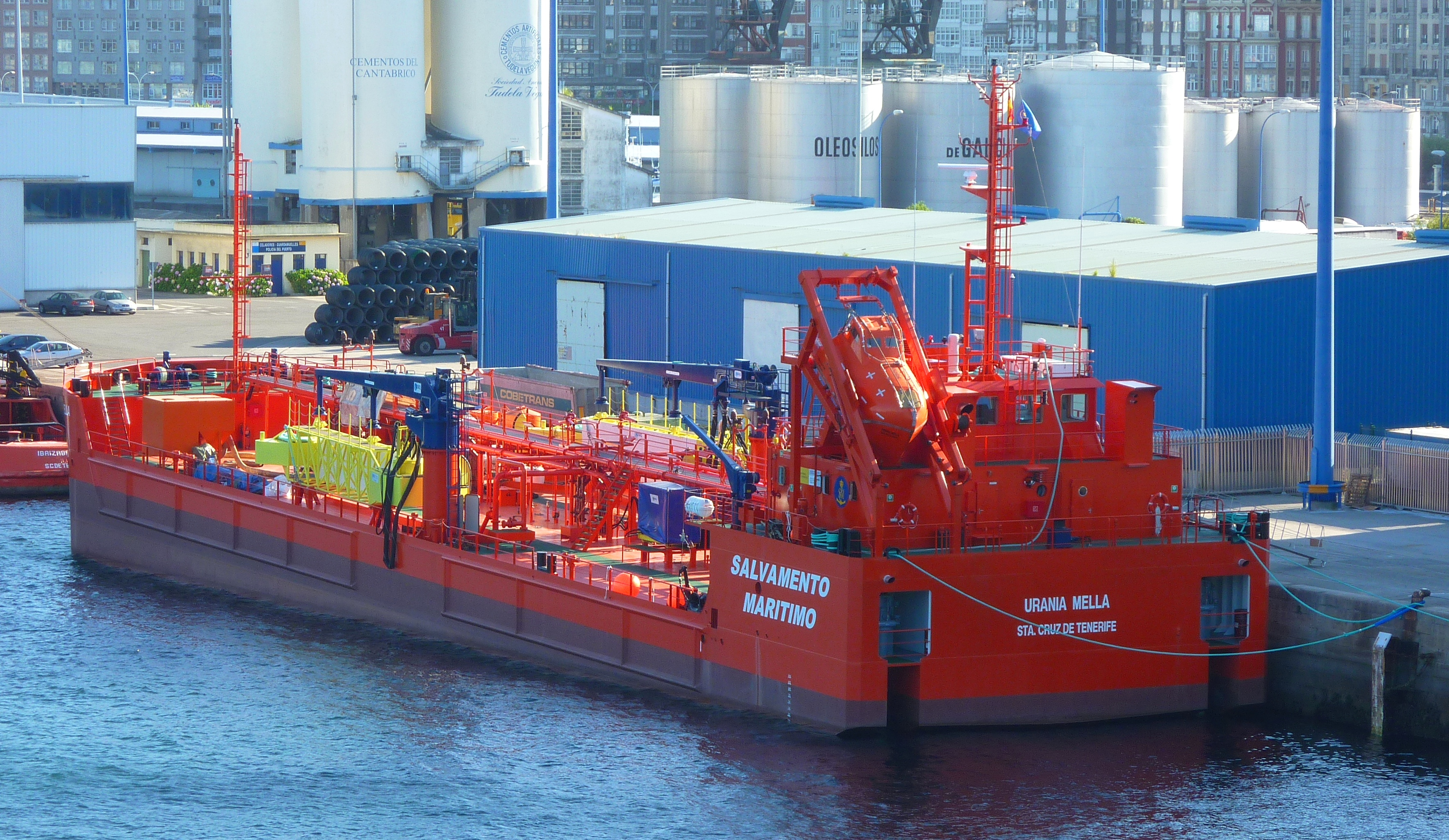
El vaixell de lluita contra la contaminació Urania Mella de Salvament Marítim.
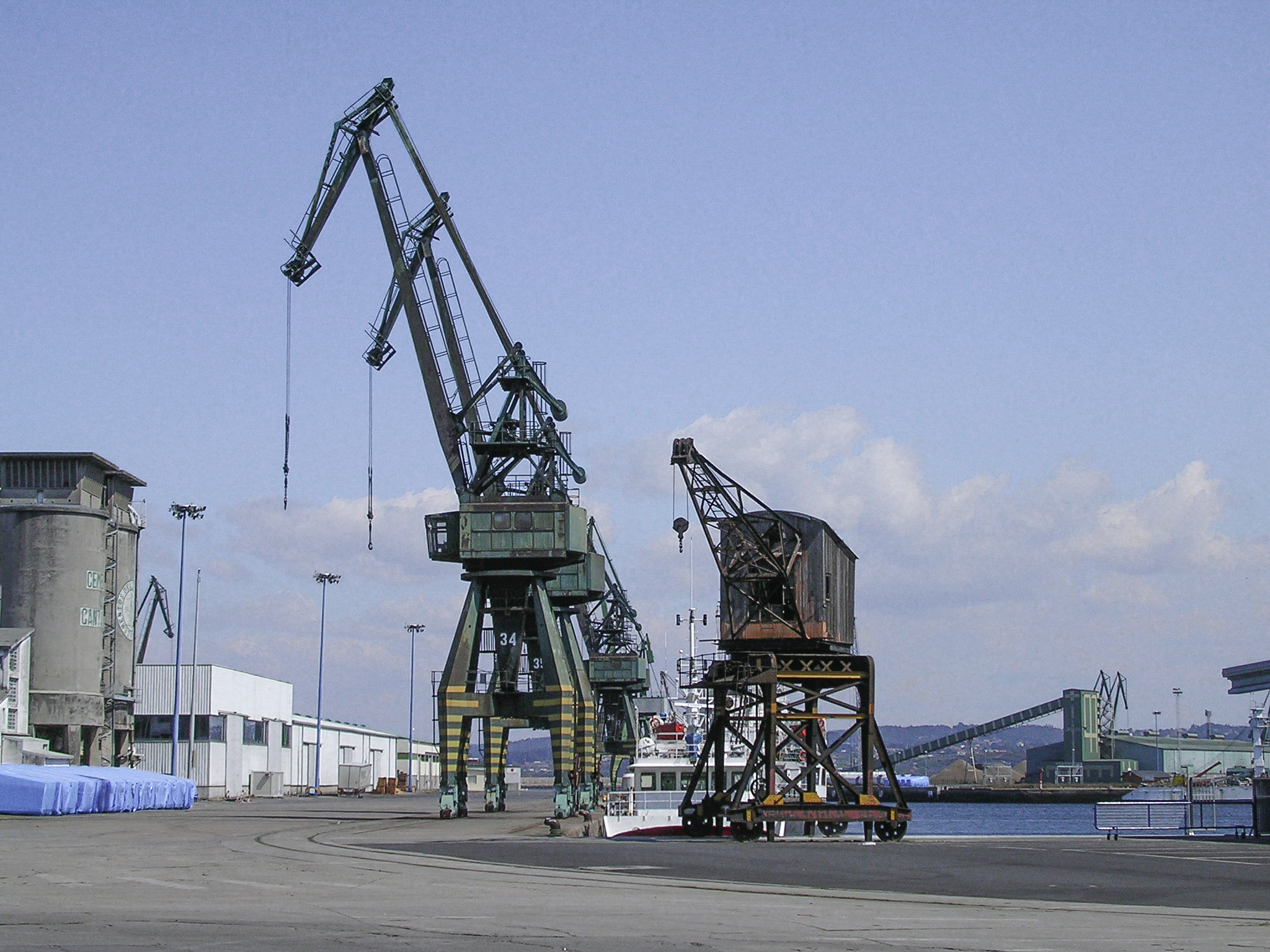
Moll de Calvo Sotelo Sud.